# Poecilocloeus luteovittatus
Poecilocloeus luteovittatus är en insektsart som beskrevs av Marius Descamps 1980. Poecilocloeus luteovittatus ingår i släktet Poecilocloeus och familjen gräshoppor. Inga underarter finns listade i Catalogue of Life.